# Omegapro
 (novembre 2024).
La mise en forme du texte ne suit pas les recommandations de Wikipédia : il faut le « wikifier ».
Les points d'amélioration suivants sont les cas les plus fréquents :
- Les titres sont pré-formatés par le logiciel. Ils ne sont ni en capitales, ni en gras.
- Le texte ne doit pas être écrit en capitales (les noms de famille non plus), ni en gras, ni en italique, ni en « petit »…
- Le gras n'est utilisé que pour surligner le titre de l'article dans l'introduction, une seule fois.
- L'italique est rarement utilisé : mots en langue étrangère, titres d'œuvres, noms de bateaux, etc.
- Les citations ne sont pas en italique mais en corps de texte normal. Elles sont entourées par des guillemets français : « et ».
- Les listes à puces sont à éviter, des paragraphes rédigés étant largement préférés. Les tableaux sont à réserver à la présentation de données structurées (résultats, etc.).
- Les appels de note de bas de page (petits chiffres en exposant, introduits par l'outil «  Source ») sont à placer entre la fin de phrase et le point final[comme ça].
- Les liens internes (vers d'autres articles de Wikipédia) sont à choisir avec parcimonie. Créez des liens vers des articles approfondissant le sujet. Les termes génériques sans rapport avec le sujet sont à éviter, ainsi que les répétitions de liens vers un même terme.
- Les liens externes sont à placer uniquement dans une section « Liens externes », à la fin de l'article. Ces liens sont à choisir avec parcimonie suivant les règles définies. Si un lien sert de source à l'article, son insertion dans le texte est à faire par les notes de bas de page.
- La présentation des références doit suivre les conventions bibliographiques. Il est recommandé d'utiliser les modèles {{Ouvrage}}, {{Chapitre}}, {{Article}}, {{Lien web}} et/ou {{Bibliographie}}. Le mode d'édition visuel peut mettre en forme automatiquement les références.
- Insérer une infobox (cadre d'informations à droite) n'est pas obligatoire pour parachever la mise en page.

Pour une aide détaillée, merci de consulter Aide:Wikification.
Si vous pensez que ces points ont été résolus, vous pouvez retirer ce bandeau et améliorer la mise en forme d'un autre article.

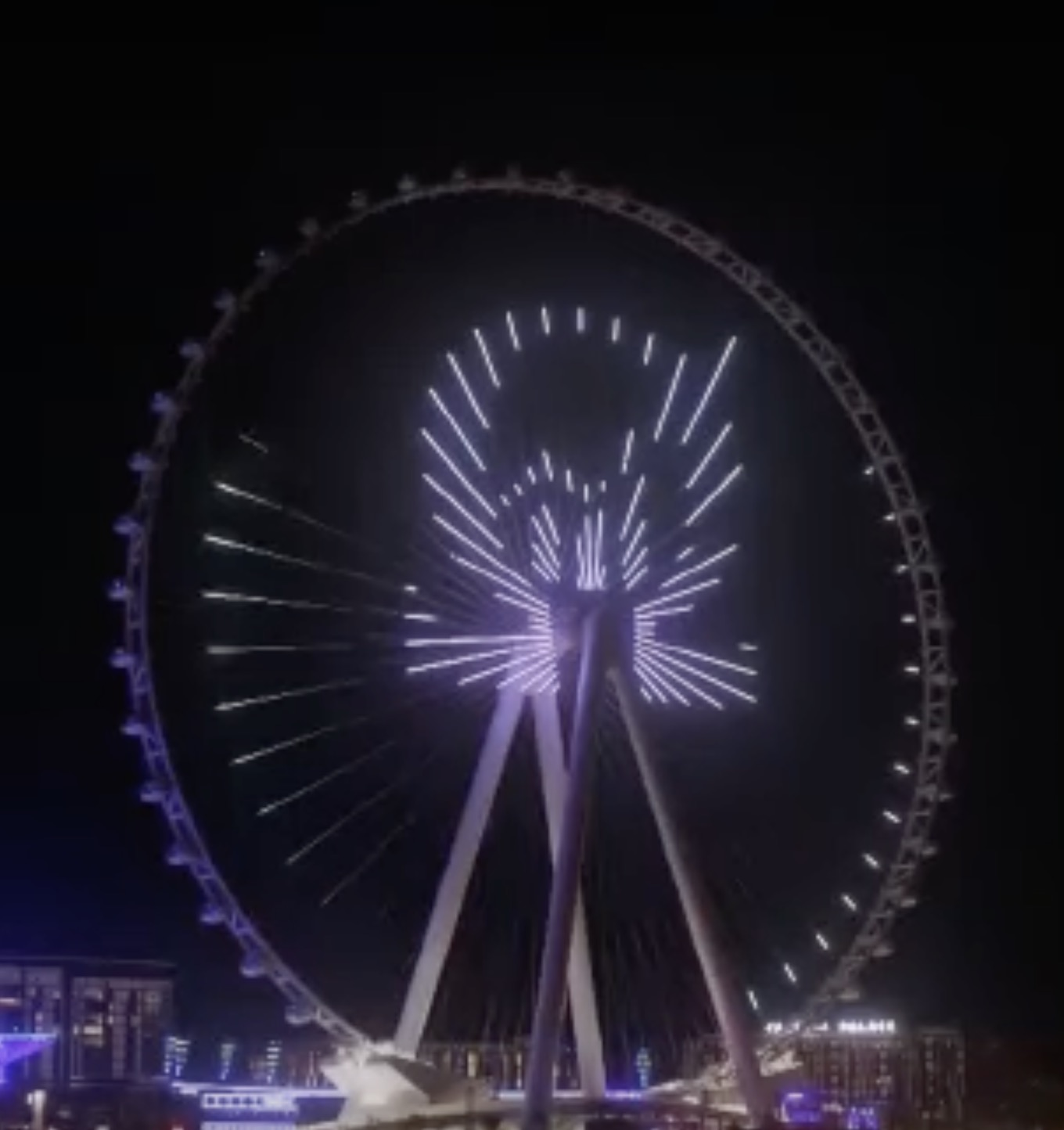
Logo d'Omegapro projeté sur la grande roue de Dubaï en janvier 2022

OmegaPro (omegapro.world) est le nom d'une arnaque pyramidale fondée en 2018 et proposant de gagner de l'argent en mettant de l'argent à disposition de traders.
Le nom de domaine omegapro.world a été enregistré le 9 novembre 2018.
La plateforme promettait des rendements financiers très élevés, comme un triplement du capital investi au bout de 16 mois ainsi et des commissions de recrutements de 7%.
Les leaders et promoteurs les plus anciens sont Andreas Szakacs, Christian Michel  Scheibener (décédé en 2022), Robert Velghe, Dilawar Singh, Mike Sims, Eric Worre ou encore Frank Ricketts.
On retrouve[style à revoir] parmi les leaders d'Omegapro plusieurs leaders de l'arnaque OneCoin.
Les 23 et 24 janvier 2022, Omegapro a organisé une convention mondiale de promotion à Dubaï baptisée "Rise". A cette occasion, Omegapro avait loué les services de l'ancien escroc condamné aux Etats-Unis et ayant inspiré le film Le loup de Wall Street, Jordan Belfort.
En 2020, l'Autorité des Marchés Financiers française plaçait sur liste noire.
Cette arnaque a été promu par des footballeurs comme Figo, Ronaldinho et Vinicius.
Omegapro aurait servi notamment à blanchir l'argent sale de l'affaire Onecoin.
En France, plus de 2 000 personnes auraient porté plainte contre OmegaPro. Depuis l'effondrement de la plateforme, une autre offre baptisée GoGlobal a vu le jour, présentée comme successeur d'OmegaPro.
En 2024, plusieurs leaders d'Omegapro ont été arrêtés en Turquie.
En aout 2024, un juge de Floride lance une procédure judiciaire contre plusieurs dizaines de promoteurs de l’arnaque, parmi lesquels Jordan Belfort.
En novembre 2024, Chadli M, l'un des leader d'OmegaPro, fait l'objet d'une agression à son domicile par une personne qui l'accuse de tromperie.